# 11.ª etapa del Tour de Francia 2018
La 11.ª etapa del Tour de Francia 2018 tuvo lugar el 18 de julio de 2018 entre Albertville y La Rosière sobre un recorrido de 108,5 km y fue ganada en solitario por el ciclista británico Geraint Thomas del equipo Sky, quien es el nuevo portador del maillot jaune.

## Clasificación de la etapa
| \| Clasificación de la etapa \| Clasificación de la etapa \| Clasificación de la etapa \| Clasificación de la etapa \| Clasificación de la etapa \| \| Ciclista \| Ciclista \| Equipo \| Tiempo \| \| \| ------------------------- \| ------------------------- \| -------------------------- \| ------------------------- \| ------------------------- \| \| 1.º \| Geraint Thomas \| Team Sky \| 3 h 29 min 36 s \| \| \| 2.º \| Tom Dumoulin \| Team Sunweb \| + 20 s \| \| \| 3.º \| Chris Froome \| Team Sky \| + 20 s \| \| \| 4.º \| Damiano Caruso \| BMC Racing Team \| + 22 s \| \| \| 5.º \| Mikel Nieve \| Mitchelton-Scott \| + 22 s \| \| \| 6.º \| Daniel Martin \| UAE Team Emirates \| + 27 s \| \| \| 7.º \| Jesús Herrada \| Cofidis, Solutions Crédits \| + 57 s \| \| \| 8.º \| Romain Bardet \| AG2R La Mondiale \| + 59 s \| \| \| 9.º \| Vincenzo Nibali \| Bahrain-Merida \| + 59 s \| \| \| 10.º \| Nairo Quintana \| Movistar Team \| + 59 s \| \| |                 |                            |                 |
| |                 |                            |                 |
| Fuente: ProCyclingStats |                 |                            |                 |
| Clasificación de la etapa |                 |                            |                 |
| Ciclista | Ciclista        | Equipo                     | Tiempo          |
| 1.º | Geraint Thomas  | Team Sky                   | 3 h 29 min 36 s |
| 2.º | Tom Dumoulin    | Team Sunweb                | + 20 s          |
| 3.º | Chris Froome    | Team Sky                   | + 20 s          |
| 4.º | Damiano Caruso  | BMC Racing Team            | + 22 s          |
| 5.º | Mikel Nieve     | Mitchelton-Scott           | + 22 s          |
| 6.º | Daniel Martin   | UAE Team Emirates          | + 27 s          |
| 7.º | Jesús Herrada   | Cofidis, Solutions Crédits | + 57 s          |
| 8.º | Romain Bardet   | AG2R La Mondiale           | + 59 s          |
| 9.º | Vincenzo Nibali | Bahrain-Merida             | + 59 s          |
| 10.º | Nairo Quintana  | Movistar Team              | + 59 s          |

## Clasificaciones al final de la etapa

### Clasificación general(Maillot Jaune)
| \| Clasificación general \| Clasificación general \| Clasificación general \| Clasificación general \| Clasificación general \| \| Ciclista \| Ciclista \| Equipo \| Tiempo \| \| \| --------------------- \| --------------------- \| --------------------- \| --------------------- \| --------------------- \| \| 1.º \| Geraint Thomas \| Team Sky \| 44 h 06 min 16 s \| \| \| 2.º \| Chris Froome \| Team Sky \| + 1 min 25 s \| \| \| 3.º \| Tom Dumoulin \| Team Sunweb \| + 1 min 44 s \| \| \| 4.º \| Vincenzo Nibali \| Bahrain-Merida \| + 2 min 14 s \| \| \| 5.º \| Primož Roglič \| LottoNL-Jumbo \| + 2 min 23 s \| \| \| 6.º \| Steven Kruijswijk \| LottoNL-Jumbo \| + 2 min 40 s \| \| \| 7.º \| Mikel Landa \| Movistar Team \| + 2 min 56 s \| \| \| 8.º \| Romain Bardet \| AG2R La Mondiale \| + 2 min 58 s \| \| \| 9.º \| Nairo Quintana \| Movistar Team \| + 3 min 16 s \| \| \| 10.º \| Daniel Martin \| UAE Team Emirates \| + 3 min 16 s \| \| |                   |                   |                  |
| |                   |                   |                  |
| Fuente: ProCyclingStats |                   |                   |                  |
| Clasificación general |                   |                   |                  |
| Ciclista | Ciclista          | Equipo            | Tiempo           |
| 1.º | Geraint Thomas    | Team Sky          | 44 h 06 min 16 s |
| 2.º | Chris Froome      | Team Sky          | + 1 min 25 s     |
| 3.º | Tom Dumoulin      | Team Sunweb       | + 1 min 44 s     |
| 4.º | Vincenzo Nibali   | Bahrain-Merida    | + 2 min 14 s     |
| 5.º | Primož Roglič     | LottoNL-Jumbo     | + 2 min 23 s     |
| 6.º | Steven Kruijswijk | LottoNL-Jumbo     | + 2 min 40 s     |
| 7.º | Mikel Landa       | Movistar Team     | + 2 min 56 s     |
| 8.º | Romain Bardet     | AG2R La Mondiale  | + 2 min 58 s     |
| 9.º | Nairo Quintana    | Movistar Team     | + 3 min 16 s     |
| 10.º | Daniel Martin     | UAE Team Emirates | + 3 min 16 s     |

### Clasificación por puntos(Maillot Vert)
| Clasificación por puntos | Clasificación por puntos | Clasificación por puntos | Clasificación por puntos | Clasificación por puntos |
| Ciclista                 | Ciclista                 | Equipo                   | Puntos                   |                          |
| ------------------------ | ------------------------ | ------------------------ | ------------------------ | ------------------------ |
| 1.º                      | Peter Sagan              | Bora-Hansgrohe           | 339 pts                  |                          |
| 2.º                      | Fernando Gaviria         | Quick-Step Floors        | 218 pts                  |                          |
| 3.º                      | Dylan Groenewegen        | LottoNL-Jumbo            | 132 pts                  |                          |
| 4.º                      | Alexander Kristoff       | UAE Team Emirates        | 129 pts                  |                          |
| 5.º                      | Arnaud Démare            | Groupama-FDJ             | 106 pts                  |                          |
| 6.º                      | André Greipel            | Lotto-Soudal             | 106 pts                  |                          |
| 7.º                      | John Degenkolb           | Trek-Segafredo           | 100 pts                  |                          |
| 8.º                      | Andrea Pasqualon         | Wanty-Groupe Gobert      | 82 pts                   |                          |
| 9.º                      | Philippe Gilbert         | Quick-Step Floors        | 78 pts                   |                          |
| 10.º                     | Greg Van Avermaet        | BMC Racing Team          | 69 pts                   |                          |

### Clasificación de la montaña(Maillot à Pois Rouges)
| Clasificación de la montaña | Clasificación de la montaña | Clasificación de la montaña | Clasificación de la montaña | Clasificación de la montaña |
| Ciclista                    | Ciclista                    | Equipo                      | Puntos                      |                             |
| --------------------------- | --------------------------- | --------------------------- | --------------------------- | --------------------------- |
| 1.º                         | Julian Alaphilippe          | Quick-Step Floors           | 61 pts                      |                             |
| 2.º                         | Serge Pauwels               | Dimension Data              | 49 pts                      |                             |
| 3.º                         | Warren Barguil              | Fortuneo-Samsic             | 40 pts                      |                             |
| 4.º                         | Rein Taaramäe               | Direct Énergie              | 36 pts                      |                             |
| 5.º                         | Rudy Molard                 | Groupama-FDJ                | 22 pts                      |                             |
| 6.º                         | David Gaudu                 | Groupama-FDJ                | 21 pts                      |                             |
| 7.º                         | Greg Van Avermaet           | BMC Racing Team             | 15 pts                      |                             |
| 8.º                         | Élie Gesbert                | Fortuneo-Samsic             | 14 pts                      |                             |
| 9.º                         | Darwin Atapuma              | UAE Team Emirates           | 12 pts                      |                             |
| 10.º                        | Thomas de Gendt             | Lotto-Soudal                | 12 pts                      |                             |

### Clasificación del mejor joven(Maillot Blanc)
| Clasificación del mejor joven | Clasificación del mejor joven | Clasificación del mejor joven | Clasificación del mejor joven | Clasificación del mejor joven |
| Ciclista                      | Ciclista                      | Equipo                        | Tiempo                        |                               |
| ----------------------------- | ----------------------------- | ----------------------------- | ----------------------------- | ----------------------------- |
| 1.º                           | Pierre Latour                 | AG2R La Mondiale              | 44 h 18 min 02 s              |                               |
| 2.º                           | Guillaume Martin              | Wanty-Groupe Gobert           | + 2 min 03 s                  |                               |
| 3.º                           | Egan Bernal                   | Team Sky                      | + 7 min 35 s                  |                               |
| 4.º                           | Søren Kragh Andersen          | Team Sunweb                   | + 23 min 05 s                 |                               |
| 5.º                           | David Gaudu                   | Groupama-FDJ                  | + 32 min 50 s                 |                               |
| 6.º                           | Daniel Felipe Martínez        | EF Education First-Drapac     | + 33 min 27 s                 |                               |
| 7.º                           | Stefan Küng                   | BMC Racing Team               | + 33 min 31 s                 |                               |
| 8.º                           | Antwan Tolhoek                | LottoNL-Jumbo                 | + 42 min 04 s                 |                               |
| 9.º                           | Magnus Cort                   | Astana                        | + 45 min 47 s                 |                               |
| 10.º                          | Thomas Boudat                 | Direct Énergie                | + 48 min 49 s                 |                               |

### Clasificación por equipos(Classement par Équipe)
| Clasificación por equipos | Clasificación por equipos | Clasificación por equipos | Clasificación por equipos |
| Equipo                    | Equipo                    | Tiempo                    |                           |
| ------------------------- | ------------------------- | ------------------------- | ------------------------- |
| 1.º                       | Movistar Team             | 133 h 09 min 11 s         |                           |
| 2.º                       | Bahrain-Merida            | + 1 min 37 s              |                           |
| 3.º                       | Sky                       | + 5 min 45 s              |                           |
| 4.º                       | Lotto NL-Jumbo            | + 7 min 59 s              |                           |
| 5.º                       | AG2R La Mondiale          | + 24 min 43 s             |                           |
| 6.º                       | Astana                    | + 28 min 55 s             |                           |
| 7.º                       | Mitchelton-Scott          | + 34 min 55 s             |                           |
| 8.º                       | BMC Racing Team           | + 35 min 34 s             |                           |
| 9.º                       | Team Sunweb               | + 46 min 29 s             |                           |
| 10.º                      | Katusha-Alpecin           | + 53 min 53 s             |                           |

## Abandonos
- Mark Cavendish, descalificado por llegar fuera del límite de tiempo.
- Marcel Kittel, descalificado por llegar fuera del límite de tiempo.
- Mark Renshaw, descalificado por llegar fuera del límite de tiempo.